# Oude brug van Limay
De oude brug van Limay (Frans: vieux pont de Limay) is een brug over de Seine tussen de gemeenten Limay en Mantes-la-Jolie. De deels vernielde brug is niet meer in gebruik. De brug is in 1923 beschermd als historisch monument.

## Beschrijving
De natuurstenen brug bestaat uit drie delen en telde oorspronkelijk 37 bogen. Het stuk tussen Mantes en het riviereiland Île aux Dames, de Vieux Pont de Mantes, telde 13 bogen, maar hiervan zijn twee bogen verdwenen. Het tweede stuk telt 13 bogen en voert over het moerassige Île aux Dames. Dit stuk werd opnieuw gebouwd in 1840. Het derde stuk naar Limay, de Vieux Pont de Limay, bestaat uit 11 bogen en is het oudst; het dateert uit de zestiende eeuw maar bevat ook nog enkele middeleeuwse elementen. 
Iets ten noorden van de brug ligt de nieuwe oeververbinding voor het wegverkeer.

## Geschiedenis
In de tiende eeuw werd een eerste brug over de Seine gebouwd tussen Limay en Mantes. Dit was een houten brug die er hoogte van het riviereiland Île aux Dames werd gebouwd. Het noordelijk uiteinde van de brug, bij Limay, kreeg een versterking. Vanaf de twaalfde eeuw werd er tol geheven op de brug. Ook waren er watermolens op de brug. In de zestiende eeuw werd het deel van de brug tussen Limay en het Île aux Dames gerestaureerd. In 1613 werd de houten brug vervangen door een stenen exemplaar. In de achttiende eeuw werd de versterking aan het noordeinde van de brug afgebroken en werd het deel van de brug tussen Mantes en het Île aux Dames vernieuwd. In de negentiende eeuw waren er plannen om de brug af te breken en te vervangen door een nieuwe brug, maar dit ging niet door. In 1940 blies het Franse leger twee bogen van de brug bij Mantes op om de Duitse opmars te verhinderen. Dit deel van de brug werd niet heropgebouwd.